# スホナ川
スホナ川（スホナがわ、ロシア語:Сухона, Sukhona）は、ロシア連邦ヴォログダ州を流れる川である。クベナ湖に発し、北東に流れ、ユグ川と合流して北ドヴィナ川となる。
雪解け水によって、4月から7月の半ば頃まで増水し、その間は航行可能である。10月末から11月ごろに凍結する。

## 流域の都市
- ソコル
- トチマ
- ヴェリキイ・ウスチュグ

## 支流
- ウフチュガ川
- 上エルガ川
- 下エルガ川
- ストレリツァ川